# Ludwik Pavoni
Ludwik Pavoni, właśc. wł. Lodovico Pavoni (ur. 11 września 1784 r. w Brescii, zm. 1 kwietnia 1849 r. w Saiano) – włoski ksiądz, założyciel Zgromadzenia Synów Maryi Niepokalanej (Figli di Maria Immacolata, FMI), święty Kościoła rzymskokatolickiego.

## Życiorys
Święcenia kapłańskie otrzymał w  1807 r. w Brescii, a w 1812 r.  został mianowany sekretarzem biskupa Gabrio Nava. W 1818 r. został mianowany rektorem kościoła św. Barnaba a następnie w 1823 r. założył Wydawnictwo Instytutu św. Barnaby. Założył również zgromadzenie Synów Najświętszej Maryi Niepokalanej.
Został beatyfikowany przez Papieża Jana Pawła II w dniu 14 kwietnia 2002 r. Papież Franciszek w dniu 10 maja 2016 r. uznał cud za wstawiennictwem bł. Ludwika Pavoniego.
16 października 2016 r., podczas uroczystej mszy świętej na placu Świętego Piotra w Watykanie, bł. Ludwik Pavoni z sześcioma innymi błogosławionymi, (Józefem Gabrielem Brochero, Józefem Sánchez del Río, Elżbietą od Trójcy Przenajświętszej, Emanuelem Gonzálezem García, Alfonsem Marią Fusco i Salomonem Leclerc), został przez Papieża Franciszka ogłoszony świętym i włączony w poczet świętych Kościoła katolickiego.